# 罗旺什哈里乌帕齐拉
罗旺什哈里乌帕齐拉是孟加拉国班多爾班縣的一个乌帕齐拉，位於吉大港专区的班多爾班縣。。

## 人口
據1991年孟加拉國人口普查，罗旺什哈里共有戶數3,607戶，人口17,904人。其中男性佔比53.47%，女性佔比46.53%；成年人口9,753人。該地7歲以上人口之平均識字率為16.2%。